# Chaos UK
Chaos UK és un grup anglès punk format el 1979 a Portishead, prop de Bristol. Van sorgir com a part de l'escena anarcopunk, desenvolupant un estil hardcore punk ràpid i agressiu. La banda va gravar dos EP i un LP complet per a Riot City Records. En el procés, juntament amb Disorder i Discharge, van revolucionar l'escena hardcore punk.
La formació original estava formada per Simon Greenham (veu), Andy Farrier (guitarra), Adrian «Chaos» Rice (baix) i Richard Potts (bateria). A mitjans de la dècada del 1980 es va presentar amb una formació gairebé nova, amb Chaos essent l'únic membre original. Durant la resta de la dècada del 1980, Chaos UK va ser el pilar i l'eix vertebrador de l'escena hardcore punk anglesa realitzant centenars de concerts arreu del món, incloent el Japó (la primera banda de punk anglesa en tocar-hi), els Estats Units d'Amèrica, Mèxic i l'Europa continental.

## Discografia
- Demo (1981)[5][6]
- Burning Britain E.P. 7" (Riot City. Riot 6, 1982)
- Loud Political & Uncompromising 7" (Riot City, 1982)
- Chaos UK LP (Riot City, 1983)
- Short Sharp Shock 12" (COR/Weasel, 1984)
- Just Mere Slaves 12" (Selfish, 1984)
- Chaos UK/Extreme Noise Terror split LP (Manic Ears, 1986)
- Chipping Sodbury Bonfire Tapes LP (Slap Up/Weasel, 1989)
- Headfuck 7" (Desperate Attempt, 1989)
- Head on a Pole 7" (Desperate Attempt, 1991)
- Enough to Make You Sick LP (Vinyl Japan, 1991)
- Chaos UK/Raw Noise split LP (Vinyl Japan, 1991)
- Live in Japan LP/CD (Cargo, 1991)
- Total Chaos LP/CD (Anagram, 1991)
- Death Side/Chaos UK split CD (Selfish, 1993)
- 100% Two Fingers in the Air Punk Rock 12"/CD (Slap Up/Century Media, 1993)
- Secret Men 7" (Slap Up, 1993)
- Floggin' the Corpse CD (Anagram, 1996)
- King for A Day 7" (Discipline, 1996)
- Morning After the Night Before CD (Cleopatra, 1997)
- Heard It, Seen It, Done It LP/CD (Discipline, 1999)
- Chaos UK/Assfort split 12" (Discipline, 2000)
- Kanpai 12"/CD (Discipline, 2000)
- Chaos UK/FUK split CD (HG Fact, 2007)
- Digital Filth CD/EP (Break The Records, 2015)
- Shit Man Fucker! EP (540 Records, 2016)
- Just Mere Slaves CD (Black Konflik, 2020)
- Stunned To Silence CD (Black Konflik, 2020)